# Dovětek
Dovětek neboli kodicil (lat. codicillus) je jednostranné právní jednání fyzické osoby obdobný závěti, ve kterém tato osoba (budoucí zůstavitel) učiní nějaká opatření pro případ své smrti odlišná od ustanovení dědiců (například někomu určil odkaz).
Kodicil má svůj původ v římském právu, kde šlo původně o prosté dopisy, jimiž zůstavitel vyjádřil přání, aby po jeho smrti nějaká osoba získala určitý majetkový prospěch, tzv. fideikomis. Mohl být sepsán jako součást testamentu (kodicil testamentární) i samostatný (kodicil intestátní). Platnost testamentárního kodicilu byla závislá na platnosti testamentu a proto do něj byla později vkládána doložka, která v případně neplatnosti testamentu zabezpečovala pojímání kodicilu jako intestátního. Původní neformálnost byla také později omezována, podle zákoníku Corpus iuris civilis se už vyžadoval nejen zůstavitelův podpis, ale i pět svědků a časová a místní jednota jeho sepsání.
Rozlišování mezi závětí a dovětkem bylo v českých zemích zrušeno k 1. lednu 1951. Od 1. ledna 2014 byl do českého práva znovuzaveden jako jeden ze tří druhů pořízení pro případ smrti (§ 1498 občanského zákoníku). Dovětkem může zůstavitel nařídit odkaz, stanovit odkazovníku nebo dědici podmínku, doložit čas anebo uložit odkazovníku nebo dědici příkaz. Právní režim dovětku se řídí stejnými právními pravidly jako závěť (pokud to není z povahy těchto pravidel vyloučeno).